# Eugène Urbany
Eugène Urbany (Dudelange, 13 de juliol de 1957) és un ex-ciclista de competició luxemburguès. Va competir en tres Tour de França i en una Volta a Espanya i es proclamà tres vegades Campió de Luxemburg en ruta.

## Palmarès
- 1977
  - Vencedor d'una etapa de la Fletxa del Sud
- 1978
  -  Campió de Luxemburg en ruta amateur
- 1979
  - 1r al Gran Premi François-Faber
- 1981
  -  Campió de Luxemburg en ruta
- 1982
  -  Campió de Luxemburg en ruta
- 1983
  -  Campió de Luxemburg en ruta

### Resultats al Tour de França
- 1981. 96è de la classificació general
- 1982. 97è de la classificació general
- 1983. 70è de la classificació general

### Resultats a la Volta a Espanya
- 1983. Abandona